# Vaksdal (localitate)
Vaksdal este o localitate din comuna Vaksdal, provincia Hordaland, Norvegia, cu o suprafață de 0,69 km² și o populație de 981 locuitori (2013).